# Fokföldi ugartyúk
A fokföldi ugartyúk (Burhinus capensis) a madarak osztályának lilealakúak (Charadriiformes) rendjébe, ezen belül az ugartyúkfélék (Burhinidae) családjába tartozó faj.

## Elterjedése
Közép-Afrikában és Dél-Afrikában él.

## Alfajai
- Burhinus capensis affinis
- Burhinus capensis capensis
- Burhinus capensis damarensis
- Burhinus capensis dodsoni
- Burhinus capensis ehrenbergi
- Burhinus capensis maculosus

## Megjelenése
Testhossza 34-41 centiméter, testtömege 450 gramm körüli. Tollazata világos színű, sötétebb mintázattal. Testéhez képest nagy feje és nagy szeme van.
|  |

## Életmódja
Rovarokkal táplálkozik.

## Szaporodása
A földre, sekély mélyedésbe rakja fészkét.